# Lepidochrysops rhodesensae
Lepidochrysops rhodesensae är en fjärilsart som beskrevs av Bethune-Baker 1923. Lepidochrysops rhodesensae ingår i släktet Lepidochrysops och familjen juvelvingar. Inga underarter finns listade i Catalogue of Life.